# Rhopalephora rugosa
Rhopalephora rugosa là một loài thực vật có hoa trong họ Commelinaceae. Loài này được (H.Perrier) Faden miêu tả khoa học đầu tiên năm 1977.